# Borsec (eau minérale)
Borsec est une marque d'eau minérale gazeuse de Roumanie, dont le nom initialement hongrois « Borszék » a été roumanisé. 

## Source
La source est située au Nord-Est du pays des Székely (Sicules) et de la Transylvanie, au cœur des Carpates, dans la région de Harghita. Elle émerge à 900 m d'altitude dans une forêt de conifères.

## Étymologie
En hongrois, sa signification vient de la localité de Borszék de Transylvanie habitée par les Hongrois de Transylvanie appelés « Székely » ou Sicules. « Borszék » est une localité située dans la vallée du ruisseau « Bor » ( « vin », en hongrois), le nom de la localité et de l'eau gazeuse se traduisant littéralement par « l'endroit du vin » du : « bor » + « szék » (« siège / place / endroit », en hongrois). Par ailleurs, le peuple Székely de la région appelle toute eau minérale pétillante ou gazeuse « borvìz » c'est-à-dire « eau vin » faisant référence au fait que l'eau pétillante vaut du vin. 
La région de Borszék regorge de sources d'eaux pétillantes appelées « borvízkutak » (« puits d'eaux pétillantes ») qui peuvent être visités et bues gratuitement, mais le tourisme y reste local et pauvre en infrastructures datant souvent de l'époque où la région faisait partie de la Hongrie ou de l'empire d'Autriche-Hongrie. 

## Historique

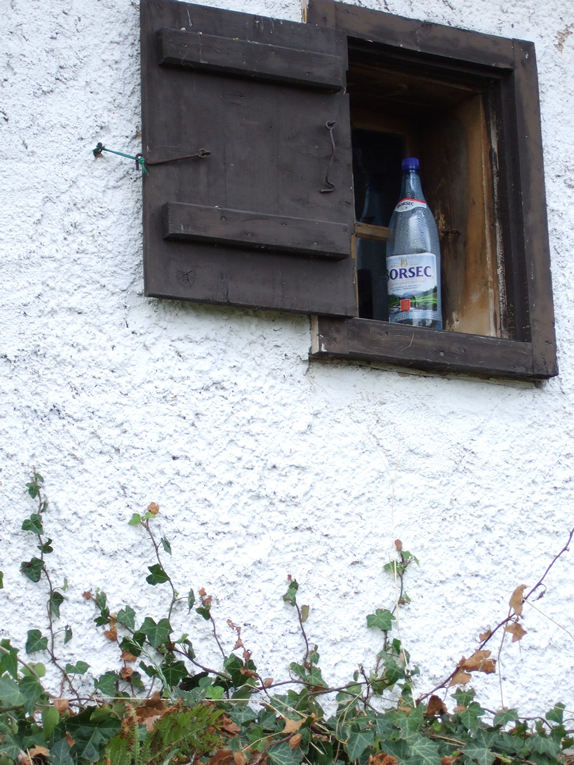
Bouteille de Borsec

La consommation de la source de Borsec (Borszék) est ancienne. Le territoire de la source de Borszék est connu pendant des siècles sous la dénomination « Borszék mezeje » (en hongrois) signifiant « le champ de Borszék » en raison du fait que les environs étaient plutôt un espace de pâturages.
Le chancelier de Transylvanie Farkas Bethlen (1639-1679), dans son ouvrage « Historia de rebus Transylvanicis » relatant l'histoire de la Transylvanie entre 1525-1609 en seize volumes, mentionne les vertus de l'eau de Borszék, relatant qu'à la cour de Gyulafehérvàr (aujourd'hui Alba Iulia), le prince de Transylvanie Zsigmond Bàthory (1572-1613) l'utilisait comme eau de bain à des fins de guérison. 
En 1770, l'eau est mise en bouteille à l'époque où la Transylvanie faisait partie de la Hongrie. En 1793, elle est analysée chimiquement. En 1806, une usine de production de verre y est installée ce qui accélère le développement de la ville et contribue à la réputation de l'eau de Borszék en dehors de la Hongrie. En 1873, l'empereur d'Autriche-Hongrie, François-Joseph Ier d'Autriche, lui décerne le titre de « reine des eaux minérales » en 1873, mention figurant toujours sur l'étiquette de la bouteille.
En 1948 à la suite de l'annexion de la Transylvanie par la Roumanie, elle est nationalisée. En 1998, la source retourne dans le privé. Elle est gérée maintenant par le groupe Romacqua. En 2010, la marque Borsec est classée comme première du top 50 des firmes les plus puissantes de Roumanie.

## Composition analytique
Minéralisation en mg/l :
- Calcium: 325.9
- Magnésium: 113.4
- Sodium: 72
- Bicarbonates: 1634
- Sulfates: 28
- Résidu sec à 180°: 1480

Elle a une teneur élevée en calcium, magnésium et fluor.